# نظام التنبيه الأخير لاصطدام كويكب بالأرض
نظام التنبيه الأخير لاصطدام كويكب بالأرض (ATLAS) هو نظام تحذير فلكي مبكر تلقائي للكويكبات وتأثيراتها المحتملة. تأسس النظام في معهد علم الفلك بجامعة هاواي ، ويتم تمويله من قبل الجامعة ووكالة ناسا والتبرعات.

## التاريخ
بعد أن اصطدم الكويكب 2008 TC3 بالأرض في عام 2008 ، وكذلك في عام 2009 اصطدم كويكب كبير بمقاييس 10 متر بالأرض بقوة انفجارية تبلغ 50  كيلو طن في الغلاف الجوي فوق إندونيسيا، تلك الاحداث دفعت وكالة ناسا إلى إعادة التفكير في الأمر. حتى ذلك الحين، لم يرصد سوى أجسام يزيد قطرها عن 140 مترًا وكانت بعيدة عن الأرض. تقرر في عام 2010 الحد من هذه المخاطر وإنشاء نظام لرصد الأجسام الأصغر حجمًا لتوفير تحذير مسبق من الاصطدامات المحتملة.   تم إنشاء التصميمات الأولى لـلنظام ATLAS بواسطة جون إل. تونري . كما شارك هو ولاري دينو ، المسؤولان عن تطوير البرمجيات، في تطوير Pan-STARRS . تم تحديد وقت التحذير للأجسام الصغيرة بيوم واحد، وللأجسام الكبيرة بثلاثة أسابيع. في عام 2011، بدأت جامعة هاواي تصميم وتشغيل وبناء ATLAS. اتصلت الجامعة بوكالة ناسا للحصول على التمويل. في عام 2012 وافقت وكالة ناسا على تمويل بقيمة 5 ملايين دولار على مدى خمس سنوات. وفي مايو 2015 تم تشغيل أول تلسكوب على هاليكالا . وتشغيل تلسكوب ثاني في مارس 2017 في ماونالوا . كان تقدير الميزانية لجميع عمليات رصد الأجسام القريبة من الأرض (NEOO) في عام 2024 هو 41 مليون دولار.
تشمل المؤسسات الأخرى المشاركة في التشغيل والبحث جامعة كوينز بلفاست  ، ومعهد علوم تلسكوب الفضاء ، ومعهد الفيزياء الفلكية في جزر الكناري IAC، ومركز أوبستك تشيلي، والمرصد الفلكي في جنوب إفريقيا .

## المراصد
تعد جزر هاواي موطنًا لمرصدين: هاليكالا (ATLAS-HKO ) وماونا لوا (ATLAS-MLO). يوجد مرصد آخر في مرصد سوثرلاند (ATLAS–SAAO) في جنوب أفريقيا ومرصد آخر في مرصد إل صوص في ريو هورتادو (تشيلي) (ATLAS-CHL). تم التخطيط لإنشاء نموذج أولي في عام 2021 على جبل تيد (جزر الكناري) ووضعه قيد التشغيل التجريبي في عام 2022 باسم ATLAS-P (نموذج ATLAS الأولي). في عام 2025 ، تم الانتهاء من بناء ATLAS-Teide ووضعه قيد التشغيل باعتباره المرصد الخامس. الهدف هو أن يكون لدينا 6 أو أكثر من المراصد على الكرة الأرضية لتقليل فجوات المراقبة خلال ساعات سطوع الشمس.
كذلك تخطط وكالة الفضاء الأوروبية (ESA) لمشروعها الخاص المسمى FLYEYE TELESCOPE أو تلسكوب مسح الأجسام القريبة من الأرض (NEOSTEL).

## التكنولوجيا
تتكون التلسكوبات في هاواي وتشيلي وجنوب أفريقيا من أربعة تلسكوبات شميدت/كاميرات شميدت بقطر 50 سم، تحتوي على لوحة تصحيح (رقاقة) بقطر 50 سم، ومرآة أساسية كروية بقطر 65 سم، وعدسة تصحيح ثلاثية المجال، وعدسة مقدمة f/D=2.0 ، ومرشحين ضوئيين عريضي النطاق للون السماوي (g+r) والبرتقالي (r+i) . تم تجهيز كل تلسكوب بكاميرا CCD ACAM بدقة 110 ميجابكسل. تم إنشاء التصميم من قبل جامعة هاواي، وتم تنفيذ التصميم والبناء من قبل شركة DFM Engineering Inc. يٌنتج النظام 150 جيجا بايت من البيانات في الليلة. 
تم بناء تلسكوب تيدي Teide باستخدام مكونات تجارية جاهزة . فازت شركة Baader Planetarium GmbH الألمانية بالمناقصة . يتكون النظام من أربعة حوامل قيادة استوائية مباشرة . تم تركيب أربعة تلسكوبات Celestron RASA مقاس 11 بوصة على كل منها، وكل منها مزود بكاميرا CMOS مبردة وحساسة للغاية بما في ذلك أدراج مرشح FC ومرشحات الأشعة فوق البنفسجية/الأشعة تحت الحمراء. يتم التحكم بالتركيز عن طريق المحركات. ينتج هذا النظام 120 ميجا بايت/ثانية من الصور ومعالجة الصور أثناء التشغيل قبل أن يقوم برنامج ATLAS بتقييمها. يتم تشغيل النظام من خلال برنامج مكتوب ذاتيًا يعتمد على Linux للتحكم في الكاميرا ومعيار ASCOM ALPACA للتركيز والتحكم في أذرع التثبيت. يقع النظام في مبنى بسقف أسطواني قابل للسحب.

## البيانات
يمكن الوصول إلى بيانات القياس الضوئي عبر خوادم الموقع الإلكتروني عند التسجيل. يمكن استخدام البيانات للأغراض الأكاديمية والخاصة، بشرط الإشارة إلى المصدر. تتوفر واجهة برمجة التطبيقات REST API ووصفها للمستخدمين .

## الاكتشافات
| يكتب                       | عددها | أمثلة                                                |
| -------------------------- | ----- | ---------------------------------------------------- |
| الكويكبات القريبة من الأرض | 1159  | 2024 YR4 ، 2019 MO (محترق)، 2018 LA (محترق)، 2018 AH |
| الكويكبات الخطيرة المحتملة | 106   |                                                      |
| المذنبات                   | 98    | C/2019 Y4 (أطلس)                                     |
| المستعرات العظمى           | ~4    |                                                      |
| جسم بين النجوم             | 1     | 3I/ATLAS = C/2025 N1 (ATLAS)                         |

تتوفر قائمة كاملة عبر الإنترنت على موقع "مجموعة عمل المستعر الأعظم "(انظر روابط الويب). بفضل آلية مشروع ATLAS فقد أصبح واحدًا من أفضل ثلاث مجموعات دراسة وإعداد التقارير.
يتم الإبلاغ عن الاكتشافات تلقائيًا وعلى الفور إلى مركز الكواكب الصغيرة .  ويتم إرسال الإخطار الفوري حتى تتمكن المراصد الأخرى من رصد الأجسام المكتشفة بينما يواصل نظام ATLAS مسح السماء. عندما يكتشف جسم له مسار غير عادي أو يصعب التنبؤ به، يتم إرسال المشاهدات تلقائيًا إلى أحد تلسكوبات ATLAS الأخرى للحصول على المزيد من بيانات المراقبة وتسهيل العثور عليه مرة أخرى على المراصد الأخرى.
بالإضافة إلى البحث عن الكويكبات، يبحث ATLAS أيضًا عن الكواكب القزمة ، وانفجارات المستعرات العظمى ، والومضات الضوئية الكونية . وهي تحدث عندما يٌستهلك نجم بواسطة ثقب أسود فائق الكتلة في مجرة بعيدة.
في يوليو 2025 اكتشف مرصد إل سوس في ريو هورتادو جسمًا مرشحًا محتملًا ليكون جسمًا بين نجمي ثالثًا. كان تعريفه المؤقت بالرمز A11pl3Z. ثم سُمي رسميًا 3I/ATLAS ، وأُعلن أنه جسمًا بين نجمي في 3 يوليو 2025.

## روابط الويب
- لوحة القيادة Fallingstar Haleakala
- لوحة القيادة Fallingstar مونا لوا
- لوحة القيادة Fallingstar El Sauce
- لوحة معلومات الطقس والكاميرا El Sauce
- لوحة القيادة Fallingstar Sutherland
- قائمة الاكتشافات
- لاري دينو يشرح فيديو ATLAS على اليوتيوب